# Marc Hansen (1968)
Pour les articles homonymes, voir Marc Hansen.
Ne doit pas être confondu avec Marc Hansen (1971).
Marc Hansen, né le 5 janvier 1968 à Esch-sur-Alzette (Luxembourg), est un pharmacien et homme politique luxembourgeois, membre du parti Les Verts (déi Gréng).
À la suite des élections législatives du 14 octobre 2018, Félix Braz est reconduit dans le gouvernement en tant que vice-Premier ministre et ministre de la Justice en date du 5 décembre 2018 dans le gouvernement de coalition entre le Parti démocratique (DP), le Parti ouvrier socialiste luxembourgeois (LSAP) et Les Verts (« déi gréng »). Le jour d'après, Marc Hansen est assermenté afin de le remplacer à la Chambre des députés dans la circonscription Est.